# Acrolophus
Acrolophus is een geslacht van vlinders uit de familie van de echte motten (Tineidae).

## Soorten
Deze lijst van 227 stuks is mogelijk niet compleet.
- A. abdita Walsingham, 1914
- A. acanthogona Meyrick, 1919
- A. acornus Hasbrouck, 1964
- A. albipennis Meyrick, 1931
- A. anaphorella (Walsingham, 1892)
- A. anathyrsa Meyrick, 1919
- A. angulatella (Walsingham, 1897)
- A. apertella Busck, 1914
- A. arcanella (Clemens, 1859)
- A. arcasalis (Walker, 1858)
- A. arcturella (Walker, 1863)
- A. argentinus Walsingham, 1887
- A. arida Walsingham, 1915
- A. arimusalis (Walker, 1858)
- A. arizonellus Walsingham, 1887
- A. australis (Walsingham, 1897)
- A. bactra Busck, 1914
- A. baldufi Hasbrouck, 1964
- A. barbipalpis Walsingham, 1913
- A. barema Durrant, 1915
- A. baryspila Meyrick, 1931
- A. basistriatus Davis, 1987
- A. bicornutus Hasbrouck, 1964
- A. bidens Walsingham, 1915
- A. bifurcata Busck, 1914
- A. bogotensis (Walsingham, 1887)
- A. bombaulia Meyrick, 1922
- A. boucardi Druce, 1901
- A. bugabae Walsingham, 1914
- A. capex Meyrick, 1921
- A. catagnampta Meyrick, 1930
- A. ceramochra (Meyrick, 1929)
- A. cervicolor Meyrick, 1931
- A. cleptica Walsingham, 1914
- A. cockerelli Dyar, 1900
- A. condita Durrant, 1914
- A. contubernalis Meyrick, 1923
- A. corrientis (Walsingham, 1887)
- A. corticinocolor Strand, 1920
- A. corvula Walsingham, 1914
- A. corymba Durrant, 1914
- A. cosmeta Walsingham, 1914
- A. cossoides Felder & Rogenhofer, 1875
- A. crescentella (Kearfott, 1907)
- A. cressoni (Walsingham, 1882)
- A. crinifrons Walsingham, 1915
- A. cyclophora Meyrick, 1931
- A. chiricahuae Hasbrouck, 1964
- A. chloropelta Meyrick, 1928
- A. chonactis Meyrick, 1932
- A. damina Walsingham, 1915
- A. davisellus (Beutenmüller, 1887)
- A. diachelota Meyrick, 1931
- A. dictyopsamma Meyrick, 1931
- A. dimidiella (Walsingham, 1892)
- A. directus Busck, 1912
- A. doeri (Walsingham, 1887)
- A. dorsimacula Dyar, 1900
- A. ductifera Meyrick, 1927
- A. ectenes Walsingham, 1914
- A. echinon (Druce, 1901)
- A. echinura Meyrick, 1915
- A. empedocles Meyrick, 1930
- A. emphytopa Meyrick, 1932
- A. erethismia Meyrick, 1930
- A. euporia Walsingham, 1914
- A. euteles Walsingham, 1915
- A. exaphrista Meyrick, 1919
- A. exigua Meyrick, 1915
- A. farracea Meyrick, 1931
- A. ferrarenella (Walker, 1864)
- A. ferruginea (Walsingham, 1887)
- A. fervida Busck, 1913
- A. filicornis (Walsingham, 1887)
- A. forbesi Hasbrouck, 1964
- A. fumida Walsingham, 1915
- A. furcatus (Walsingham, 1887)
- A. fuscisignatus Davis, 1987
- A. galeata (Walker, 1864)
- A. garleppi (Druce, 1901)
- A. gigantea (Druce, 1901)
- A. goniocentra Meyrick, 1923
- A. granulatella (Walker, 1863)
- A. griseus (Walsingham, 1887)
- A. guttatus Davis, 1987
- A. halidora Meyrick, 1915
- A. hamiferella (Hübner, 1827)
- A. harmoniella Busck, 1914
- A. harparsen Forbes, 1931
- A. hedemanni (Walsingham, 1891)
- A. heppneri Davis, 1990
- A. hirsutivestita (Walsingham, 1897)
- A. hirsutus (Walsingham, 1887)
- A. horridalis (Walker, 1863)
- A. hypophaea Meyrick, 1923
- A. icarus Busck, 1913
- A. illudens Meyrick, 1924
- A. infida Meyrick, 1913
- A. invida Durrant, 1915
- A. irrisoria Meyrick, 1924
- A. jalapae Walsingham, 1900
- A. juxtatus Hasbrouck, 1964
- A. kearfotti Dyar, 1903
- A. klotsi Hasbrouck, 1964
- A. laetifica Durrant, 1915
- A. latiberbis Meyrick, 1931
- A. laticapitana (Walsingham, 1884)
- A. lerodes Durrant, 1914
- A. leucodocis Zeller, 1877
- A. leucopogon Walsingham, 1914
- A. leucotricha Meyrick, 1931
- A. libitina Druce, 1901
- A. lithopa Durrant, 1914
- A. luriei Hasbrouck, 1964

- A. macrogaster (Walsingham, 1887)
- A. macrophallus Hasbrouck, 1964
- A. macrozancla Meyrick, 1922
- A. maculata (Walsingham, 1887)
- A. maculifer (Walsingham, 1887)
- A. maculisecta Busck, 1914
- A. manticodes Meyrick, 1919
- A. marcida Walsingham, 1914
- A. melanodoxa (Meyrick, 1919)
- A. merocoma Meyrick, 1922
- A. micromacha Meyrick, 1932
- A. mimasalis (Walker, 1858)
- A. minima (Walsingham, 1887)
- A. minor (Dyar, 1903)
- A. misema Walsingham, 1914
- A. modestas Busck, 1912
- A. monoctenis Meyrick, 1931
- A. mora (Grote, 1882)
- A. morbidula Meyrick, 1931
- A. mortipennellus (Grote, 1872)
- A. mycetophagus Davis, 1990
- A. niveipunctata Walsingham, 1891
- A. noctivaga (Walsingham, 1897)
- A. noctuina (Walsingham, 1891)
- A. nubifer Walsingham, 1914
- A. numidia (Druce, 1901)
- A. occultum (Walsingham, 1897)
- A. ochracea (Möschler, 1890)
- A. ornata (Walsingham, 1887)
- A. pachynta Meyrick, 1913
- A. pallidus Möschler, 1881
- A. panamae Busck, 1914
- A. pannephela Meyrick, 1931
- A. particeps Meyrick, 1913
- A. parvipalpus Hasbrouck, 1964
- A. parvus Walsingham, 1892
- A. pauper Walsingham, 1915
- A. penumbra Walsingham, 1914
- A. perpetua Meyrick, 1913
- A. perrensella (Walsingham, 1887)
- A. perrensi Druce, 1901
- A. persimplex Dyar, 1900
- A. phaeomalla Meyrick, 1913
- A. pholeter Davis, 1988
- A. piger Dyar, 1900
- A. pinnifera Meyrick, 1931
- A. plumifrontalis (Clemens, 1859)
- A. poeyi Walsingham, 1891
- A. popeanella (Clemens, 1859)
- A. practica Meyrick, 1913
- A. praetusalis (Walker, 1858)
- A. prepodes Walsingham, 1915
- A. pristinella (Walker, 1863)
- A. propinqua (Walsingham, 1887)
- A. psammophila Meyrick, 1931
- A. pseudohirsutus (Hasbrouck, 1964)
- A. psoloessa Meyrick, 1932
- A. pumicea Meyrick, 1913
- A. punctata (Druce, 1901)
- A. punctellus Busck, 1907
- A. pusilla (Zeller, 1877)
- A. pygmaea (Walsingham, 1887)
- A. pyramellus (Barnes & McDunnough, 1913)
- A. quadrellus (Barnes & McDunnough, 1913)
- A. rastricornis Meyrick, 1932
- A. ridicula Meyrick, 1913
- A. rupestris (Walsingham, 1914)
- A. sacchari Busck, 1914
- A. sagaritis Meyrick, 1932
- A. salvini (Druce, 1901)
- A. sarista Meyrick, 1913
- A. satyrisca Meyrick, 1927
- A. scopodes Meyrick, 1913
- A. scotera Walsingham, 1915
- A. scotina (Walsingham, 1914)
- A. scrupulata (Meyrick, 1913)
- A. schistodes Meyrick, 1913
- A. seculatus Hasbrouck, 1964
- A. seminigera Meyrick, 1913
- A. sepulcralis (Meyrick, 1912)
- A. serratus Hasbrouck, 1964
- A. setiacma Meyrick, 1923
- A. signatus Busck, 1920
- A. simulatus Walsingham, 1882
- A. sinclairi Hasbrouck, 1964
- A. spathista Meyrick, 1919
- A. spilotus Davis, 1990
- A. spinifera Meyrick, 1913
- A. subfusca Meyrick, 1913
- A. superstes Walsingham, 1914
- A. synapta Durrant, 1915
- A. tetrancyla Meyrick, 1913
- A. texanella (Chambers, 1878)
- A. thaminodes Meyrick, 1919
- A. tholomicta Meyrick, 1929
- A. torta (Meyrick, 1922)
- A. tretus Kaye, 1925
- A. tricausta Meyrick, 1887
- A. trichosoma durrant, 1914
- A. umbratipalpis (Walsingham, 1891)
- A. uncigera (Walsingham, 1887)
- A. uncispinis Walsingham, 1915
- A. urcei (Druce, 1901)
- A. vanduzeei Hasbrouck, 1964
- A. variabilis (Walsingham, 1887)
- A. vauriei Hasbrouck, 1964
- A. vespertilio Meyrick, 1931
- A. vigia Beutelspacher, 1969
- A. vitellus Poey, 1832
- A. walsinghami Möschler, 1890
- A. whitelyi Druce, 1901
- A. xylinella (Walker, 1863)
- A. zanclophora Meyrick, 1922